# Dudu Aouate
David „Dudu” Aouate (hebr. דוד „דודו” אוואט, ur. 17 października 1977 w Nacerat Illit) – izraelski piłkarz grający na pozycji bramkarza.

## Kariera klubowa
Piłkarską karierę, Aouate rozpoczął w małym klubie Maccabi Tiberius. Niedługo potem podjął treningi w Maccabi She’arim, a w 1997 roku został zawodnikiem pierwszej drużyny Hapoel Nacerat Illit. Już na początku 1998 roku przeszedł do pierwszoligowego Hapoelu Hajfa. W Hapoelu był podstawowym bramkarzem i zastąpił kontuzjowanego dotychczasowego gracza wyjściowej jedenastki Awiego Pereca. W sezonie 1998/1999 wywalczył z Hapoelem mistrzostwo Izraela, a Peretz usiadł na ławce rezerwowych. Natomiast w 2001 roku Aouate wywalczył swój pierwszy w karierze Puchar Izraela. Dla Hapoelu przez cztery sezony zagrał 104 spotkania.
Latem 2001 Aouate został bramkarzem lokalnego rywala Hapoelu, zespołu Maccabi Hajfa. Tam zastąpił innego kontuzjowanego gracza, Nira Davidovicha i podobnie jak w swoim poprzednim klubie został zawodnikiem pierwszego składu. Już w 2002 roku został po raz drugi w karierze mistrzem Izraela, a w sezonie 2002/2003 doprowadził Maccabi do fazy grupowej Ligi Mistrzów. Tam zajął z Maccabi 3. miejsce w grupie i m.in. przyczynił się do zwycięstwa 3:0 nad Manchesterem United.
17 lipca 2003 roku Aouate podpisał kontrakt z hiszpańskim Racingiem Santander. W Primera División zadebiutował jednak dopiero 2 maja 2004 w meczu przeciwko CA Osasuna (2:1 dla Racingu). Do 35. kolejki był zmiennikiem Ricardo. W sezonie 2004/2005 i 2005/2006 był już pierwszym bramkarzem Racingu i dwukrotnie skutecznie wspomógł go w walce o utrzymanie w La Liga.
W sierpniu 2006 Aouate znów zmienił barwy klubowe. Za 1,5 miliona euro został sprzedany do Deportivo La Coruña. Tam swój pierwszy mecz rozegrał 27 sierpnia, a „Depor” pokonało 3:2 Real Saragossa. W 2009 roku przeniósł się na Baleary i został piłkarzem RCD Mallorca.
| Sezon   | Klub                | Kraj      | Rozgrywki        | Mecze | Bramki |
| ------- | ------------------- | --------- | ---------------- | ----- | ------ |
| 1997/98 | Hapoel Hajfa        | Izrael    | Ligat ha’Al      | 21    | 0      |
| 1998/99 | Hapoel Hajfa        | Izrael    | Ligat ha’Al      | 27    | 0      |
| 1999/00 | Hapoel Hajfa        | Izrael    | Ligat ha’Al      | 39    | 0      |
| 2000/01 | Hapoel Hajfa        | Izrael    | Ligat ha’Al      | 38    | 0      |
| 2001/02 | Maccabi Hajfa       | Izrael    | Ligat ha’Al      | 32    | 0      |
| 2002/03 | Maccabi Hajfa       | Izrael    | Ligat ha’Al      | 29    | 0      |
| 2003/04 | Racing Santander    | Hiszpania | Primera División | 4     | 0      |
| 2004/05 | Racing Santander    | Hiszpania | Primera División | 37    | 0      |
| 2005/06 | Racing Santander    | Hiszpania | Primera División | 37    | 0      |
| 2006/07 | Deportivo La Coruña | Hiszpania | Primera División | 38    | 0      |
| 2007/08 | Deportivo La Coruña | Hiszpania | Primera División | 28    | 0      |
| 2008/09 | RCD Mallorca        | Hiszpania | Primera División | 14    | 0      |
| 2009/10 | RCD Mallorca        | Hiszpania | Primera División | 38    | 0      |
| 2010/11 | RCD Mallorca        | Hiszpania | Primera División | 35    | 0      |
| 2011/12 | RCD Mallorca        | Hiszpania | Primera División | 37    | 0      |
| 2012/13 | RCD Mallorca        | Hiszpania | Primera División | 35    | 0      |
| 2013/14 | RCD Mallorca        | Hiszpania | Segunda División | 8     | 0      |

## Kariera reprezentacyjna
W reprezentacji Izraela Aouate zadebiutował 10 października 1999 roku w przegranym 0:3 spotkaniu z Hiszpanią. O miejsce w bramce kadry narodowej obecnie rywalizuje z Nirem Davidovichem.